# Форт Гибсон (Оклахома)
Форт Гибсон (енгл. Fort Gibson) град је у америчкој савезној држави Оклахома.

## Демографија
По попису из 2010. године број становника је 4.154, што је 100 (2,5%) становника више него 2000. године.
| Група             | 2000.         | 2010.         |
| Белци             | 2.729 (67,3%) | 2.476 (59,6%) |
| Афроамериканци    | 81 (2,0%)     | 73 (1,8%)     |
| Азијати           | 5 (0,1%)      | 7 (0,2%)      |
| Хиспаноамериканци | 198 (4,9%)    | 261 (6,3%)    |
| Укупно            | 4.054         | 4.154         |